# Esther Peterson
Esther Eggertsen Peterson (Provo, 9 dicembre 1906 – Washington, 20 dicembre 1997) è stata un'attivista statunitense per i diritti dei consumatori e sostenitrice delle donne.

## Biografia
Figlia di immigrati danesi, Esther Eggertsen crebbe in una famiglia mormone di Provo, nello Utah. Si laureò alla Brigham Young University nel 1927 con una laurea in educazione fisica e ottenne un master al Teachers College, presso la Columbia University, nel 1930. Negli anni '30 ricoprì diversi incarichi di insegnamento, tra cui uno presso l'innovativa Bryn Mawr Summer School for Women Workers in Industry, che portò al campus mugnai, operatori telefonici e operai. Si trasferì a New York City dove sposò Oliver Peterson. Nel 1932 i due si trasferirono a Boston, dove insegnò alla The Winsor School e si offrì volontaria all'YWCA.
Nel 1938 Peterson divenne organizzatrice per la American Federation of Teachers e viaggiò per il New England. Nel 1944 divenne la prima lobbista del National Labor Relations Board a Washington. Nel 1948 il Dipartimento di Stato offrì al marito di Peterson una posizione come diplomatico in Svezia. La famiglia tornò a Washington nel 1957 e Peterson entrò a far parte del Dipartimento dell'Unione Industriale dell'AFL-CIO, diventando la prima donna lobbista.
Fu assistente segretaria del lavoro e direttrice dell'Ufficio delle donne degli Stati Uniti sotto il presidente John F. Kennedy. Nel 1964 il presidente Lyndon Johnson nominò Peterson alla carica di assistente speciale per gli affari dei consumatori appena creata. In seguito sarebbe stata la direttrice dell'Ufficio per i consumatori del presidente Jimmy Carter. Peterson fu anche vicepresidente per gli affari dei consumatori presso la Giant Food Corporation e presidente della National Consumers League. Ricevette la Medaglia presidenziale della libertà nel 1981. Fu eletta nel consiglio di amministrazione nazionale della Common Cause nel 1982. Fu nominata delegata delle Nazioni Unite come rappresentante dell'UNESCO nel 1993. Nello stesso anno fu introdotta nella National Women's Hall of Fame. Morì nel 1997.